# Raffaellino del Colle

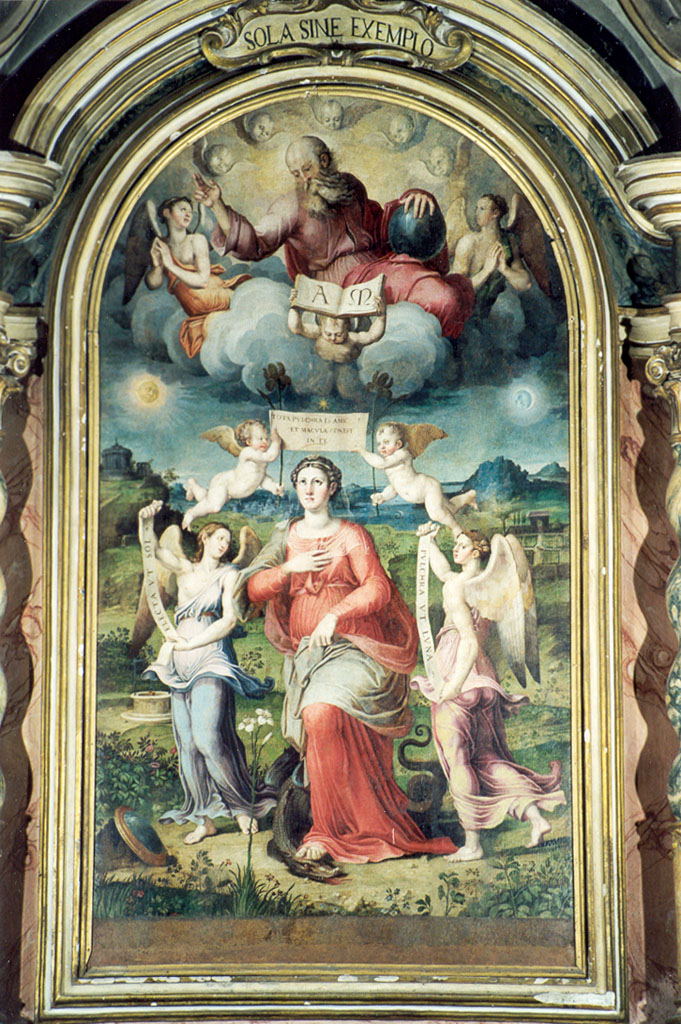
Raffaellino del Colle: Mariä Empfängnis, Pieve Collegiata, Mercatello sul Metauro

Raffaellino del Colle, vollständiger Name Raffaello di Michelangelo di Luca dal Colle (* 1490 in Sansepolcro; † 17. November 1566 ebenda) war ein italienischer Maler des Manierismus vorwiegend in Umbrien.

## Leben
Raffaellino war in Rom Schüler von Raffael, mit dem er gelegentlich zusammenarbeitete. Die von Raffael begonnene Ausmalung der Villa Farnesina wurde von seinen Schülern Giulio Romano, Gianfrancesco Penni, Giovanni da Udine und Raffellino mit den Freskenzyklus „Amor und Psyche“ zwischen 1517 und 1518 fortgesetzt. Nach Raffaels Tod (1520) blieb Raffaellino bei Giulio Romano, mit dem er in der Sala Costantino im Vatikan Fresken malte.
Nach dem Sacco di Roma im Jahr 1527 kehrten viele auswärtige Künstler in ihre Heimatorte zurück. Raffaellino ließ sich nahe seinem Geburtsort Colle in Città di Castello nieder, wo er eine Malwerkstatt betrieb. Er arbeitete für die dortigen Kirchen wie den Dom und erhielt Aufträge aus Sansepolcro und anderen Orten. Zwischen 1539 und 1543 arbeitete er für den Herzog von Urbino, Francesco Maria I. della Rovere. Gemeinsam mit Girolamo Genga dekorierte er in herzoglichem Auftrag die Camera dei Semibusti, die Sala della Calunni und das Cabinetto Ercolano in der Villa Imperiale (bei Pesaro) mit Fresken.
Um 1540, als Papst Paul III. in Perugia das nach ihm benannte Fortezza Paolina erbauen ließ, waren Raffaellino und andere Künstler mit der Dekoration der Räume beschäftigt. 1536 wurde Raffaellino von Giorgio Vasari aufgefordert, an der Straßendekoration anlässlich des Einzugs Kaiser Karls V. in Florenz mitzuwirken („come amico onorevole e come vicino“). Auch in der folgenden Zeit ist eine Zusammenarbeit mit Vasari belegt, so in Neapel (1545), anschließend im Refektorium des Klosters Monte Oliveto Maggiore und 1546 im Palazzo della Cancelleria in Rom. Im gleichen Jahr arbeitete Raffaellino für die Olivetanerkirche in Gubbio, bevor er nach Citta di Castello zurückkehrte.
Die Bedeutung seines Schaffens liegt darin, dass er in seiner Entwicklung des Manierismus eine starke persönliche Note einbrachte und damit die zu dieser Zeit übliche Stereotypie in der Malerei verließ. Seine Schüler waren Gherardi Christofano und Giovanni de’ Vecchi (1536–1614).

## Werke (Auswahl)
- Museo Civico (Sansepolcro) Mariä Himmelfahrt und Marienkrönung (1526) und ein abgenommenes Fresko mit St. Leon
- Casa d’Aste Sammarinese (Pennabilli): am 25. Juli 2010 im Handel Heilige Familie mit dem Johannesknaben und Santa Anna
- Santa Maria delle Grazie (Sansepolcro): Tafelbild Madonna delle Grazie
- Pinacoteca comunale (Città di Castello): mehrere Tafelbilder und Predellen[2]
- La Pieve Collegiata (Mercatello sul Metauro): Tafelbild Mariä Empfängnis (1530)